# ماورو بويرشيو
ماورو بويرشيو (بالإيطالية: Mauro Boerchio)‏ (16 أغسطس 1989 ببروني في إيطاليا - ) هو لاعب كرة قدم إيطالي في مركز حراسة المرمى. لعب مع نادي باري ونادي ليكو ونادي سافونا ‏ ونادي أميكال ‏ وبرو سيستو 1913 وAC Renate ‏ وإيه جي نوسرينا 1910 ‏.

## وصلات خارجية
- ماورو بويرشيو على موقع قاعدة بيانات كرة القدم.إي يو (الإنجليزية)
- ماورو بويرشيو على موقع Soccerway.com (الإنجليزية)
- ماورو بويرشيو على موقع عالم كرة القدم.نت (الإنجليزية)